# Żurejny
Żurejny (niem. Szioreinen, 1938–1945 Schioreinen) – osada w Polsce, położona w województwie warmińsko-mazurskim, w powiecie ostródzkim, w gminie Ostróda.
Wchodzą w skład sołectwa Stare Jabłonki.
Do 2024 r. miejscowość była częścią wsi Stare Jabłonki. W latach 1975–1998 Żurejny administracyjnie należały do województwa olsztyńskiego.